# Vanina - Un vicequestore a Catania
Vanina - Un vicequestore a Catania è una serie televisiva italiana diretta da Davide Marengo, trasmessa in prima visione su Canale 5 dal 27 marzo 2024, con protagonisti Giusy Buscemi e Giorgio Marchesi. È tratta dai romanzi della scrittrice Cristina Cassar Scalia, editi da Einaudi.

## Trama
Giovanna Guarrasi, conosciuta da tutti come Vanina, è una giovane donna che, dopo la sua ottima carriera nella squadra mobile dell'antimafia di Palermo, si trasferisce a Catania dove prende servizio come nuovo vicequestore nella sezione omicidi. Vanina ha deciso di trasferirsi a Catania in modo da dimenticare il suo passato doloroso legato alla scomparsa del padre, l'ispettore Giovanni Guarrasi, ucciso da un commando mafioso quando aveva solo quattordici anni. Da allora il suo unico pensiero è stato quello di vendicare la morte del padre: per riuscirci è entrata in polizia, per poter arrestare i colpevoli dell'omicidio e lottare contro la mafia. Vanina tenta anche di dimenticare la sua precedente relazione con Paolo Malfitano, magistrato operativo dell'antimafia.

## Episodi
| Stagione       | Episodi | Prima TV |
| -------------- | ------- | -------- |
| Prima stagione | 4       | 2024     |

## Personaggi e interpreti
- Giovanna "Vanina" Guarrasi, interpretata da Giusy Buscemi. È la figlia di Marianna e Giovanni e nuovo vicequestore della sezione omicidi di Catania, che ha lavorato con eccellenza nella squadra mobile dell'antimafia di Palermo. Decide di trasferirsi a Catania in modo da dimenticare sia il suo passato doloroso, legato alla scomparsa del padre Giovanni, ucciso da un commando mafioso quando aveva solo quattordici anni, sia la sua precedente relazione con il magistrato operativo dell'antimafia Paolo Malfitano, già obbiettivo di un attentato sventato da lei.
- Paolo Malfitano, interpretato da Giorgio Marchesi. È un magistrato operativo dell'antimafia ed ex fidanzato di Vanina.
- Carmelo Spanò, interpretato da Claudio Castrogiovanni. È l'ispettore capo e braccio destro di Vanina.
- Dottor Manfredi Monterreale, interpretato da Corrado Fortuna. È un medico pediatra, motociclista, cuoco e amante della buona musica, che inizia a frequentare Vanina.
- Giuli De Rosa, interpretata da Dajana Roncione. È un avvocato ed amica di Vanina, con la quale aveva condiviso gli anni del liceo.
- Tito Macchia, interpretato da Orlando Cinque. È il più alto dirigente della squadra mobile di Catania, definito da tutti il Grande capo.
- Salvatore Lo Faro, interpretato da Danilo Arena. È un giovane aitante agente.
- Marta Bonazzoli, interpretata da Paola Giannini. È l'ispettrice di origini bresciane, motociclista e vegana convinta. Ha una relazione segreta con Tito Macchia, e per questo motivo si è trasferita dalla Lombardia a Catania.
- Domenico "Mimmo" Nunnari, interpretato da Giulio Della Monica. È il sovrintendente sempre disponibile per i suoi colleghi, che trovano in lui una spalla nei momenti di difficoltà e prova dei sentimenti non ricambiati nei confronti di Marta. Ha una grande passione per i marines, che imita nell'abbigliamento.
- Adriano Calì, interpretato da Alessandro Lui. È il medico legale, amico di Vanina e fidanzato di Luca. Sempre elegante nell'abbigliamento.
- Bettina, interpretata da Guia Jelo. È la proprietaria della casa di Vanina, cui offre sempre le prelibatezze della sua cucina.
- Commissario Biagio Patanè, interpretato da Maurizio Marchetti. È il commissario di Catania in pensione che collabora con Vanina e Carmelo.

## Produzione
La serie, tratta dai romanzi di Cristina Cassar Scalia, è creata e scritta da quest'ultima con Leonardo Marini, diretta da Davide Marengo (e Riccardo Mosca nella seconda stagione) prodotta da Palomar in collaborazione con RTI. Nel maggio 2024, un mese dopo il termine della messa in onda della prima stagione, la serie è stata rinnovata per una seconda stagione.

### Riprese
Le riprese della prima stagione sono state effettuate dal 17 aprile al 4 agosto 2023 per un totale di sedici settimane a Catania e nei dintorni. L'inizio delle riprese della seconda stagione è previsto per il 14 aprile 2025.